# PaN-Park

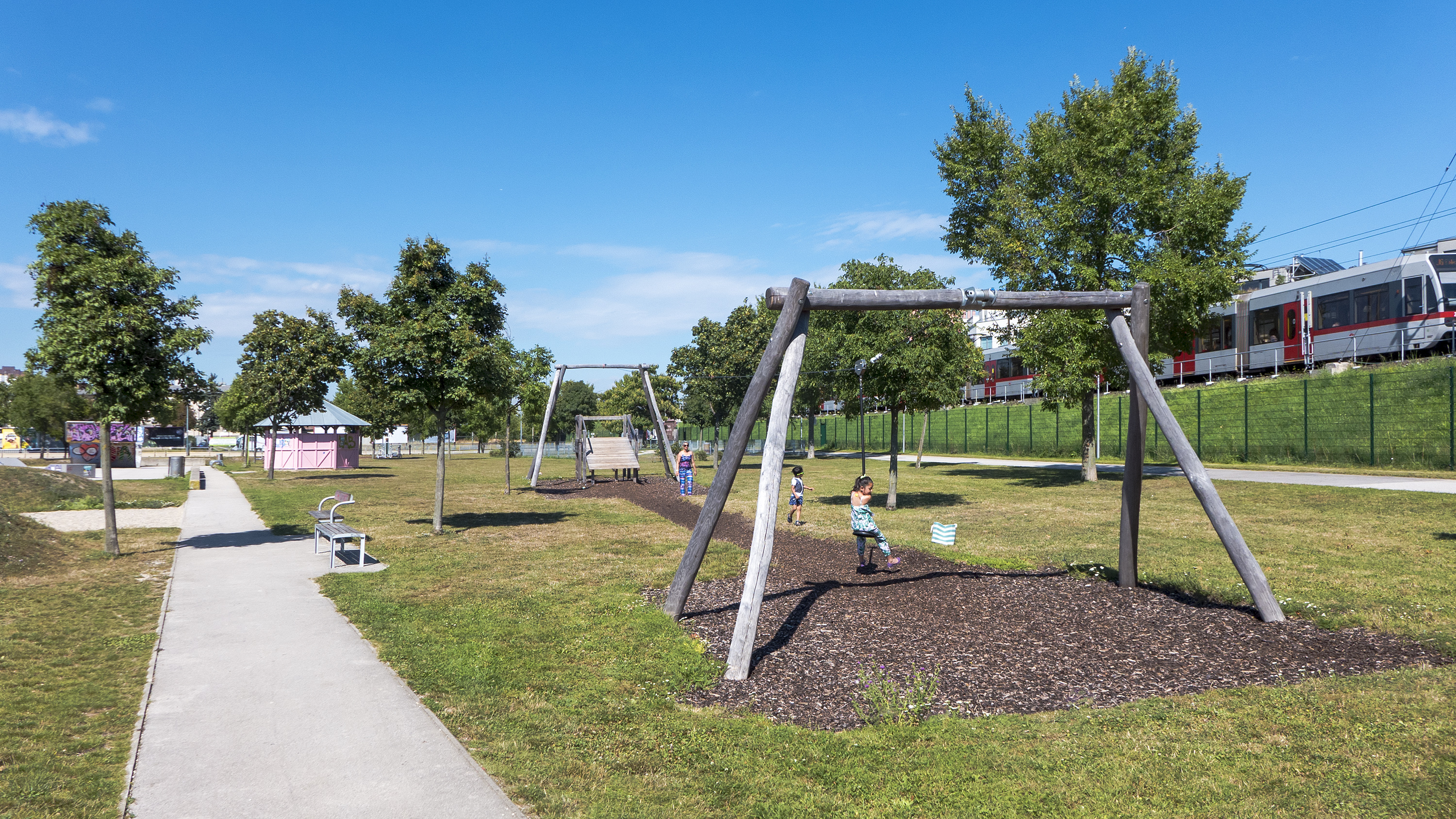
Der PaN-Park (2016)

Der PaN-Park ist ein Wiener Park im 23. Bezirk, Liesing.

## Beschreibung

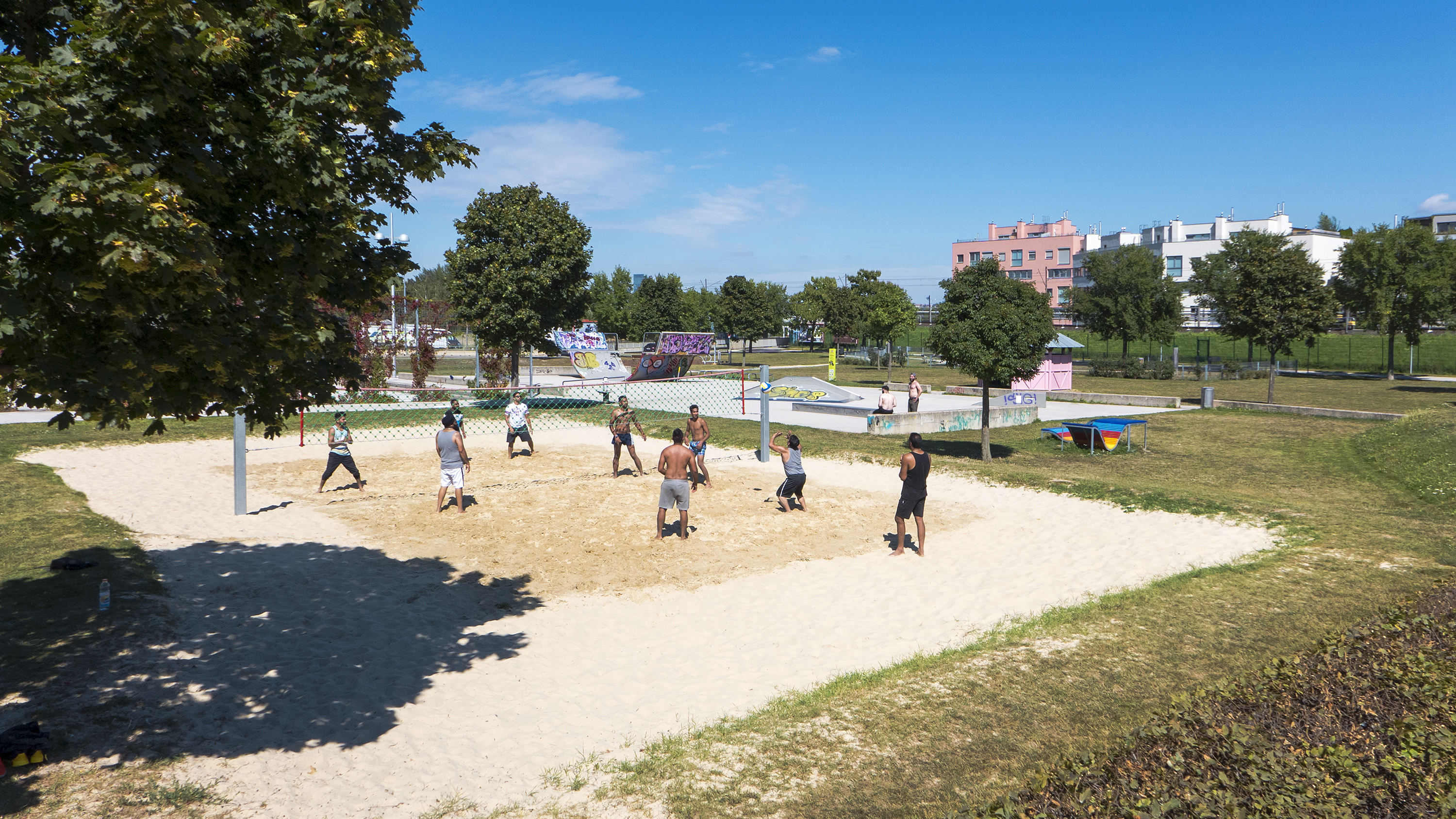
Beachvolleyplatz im PaN-Park (2016)

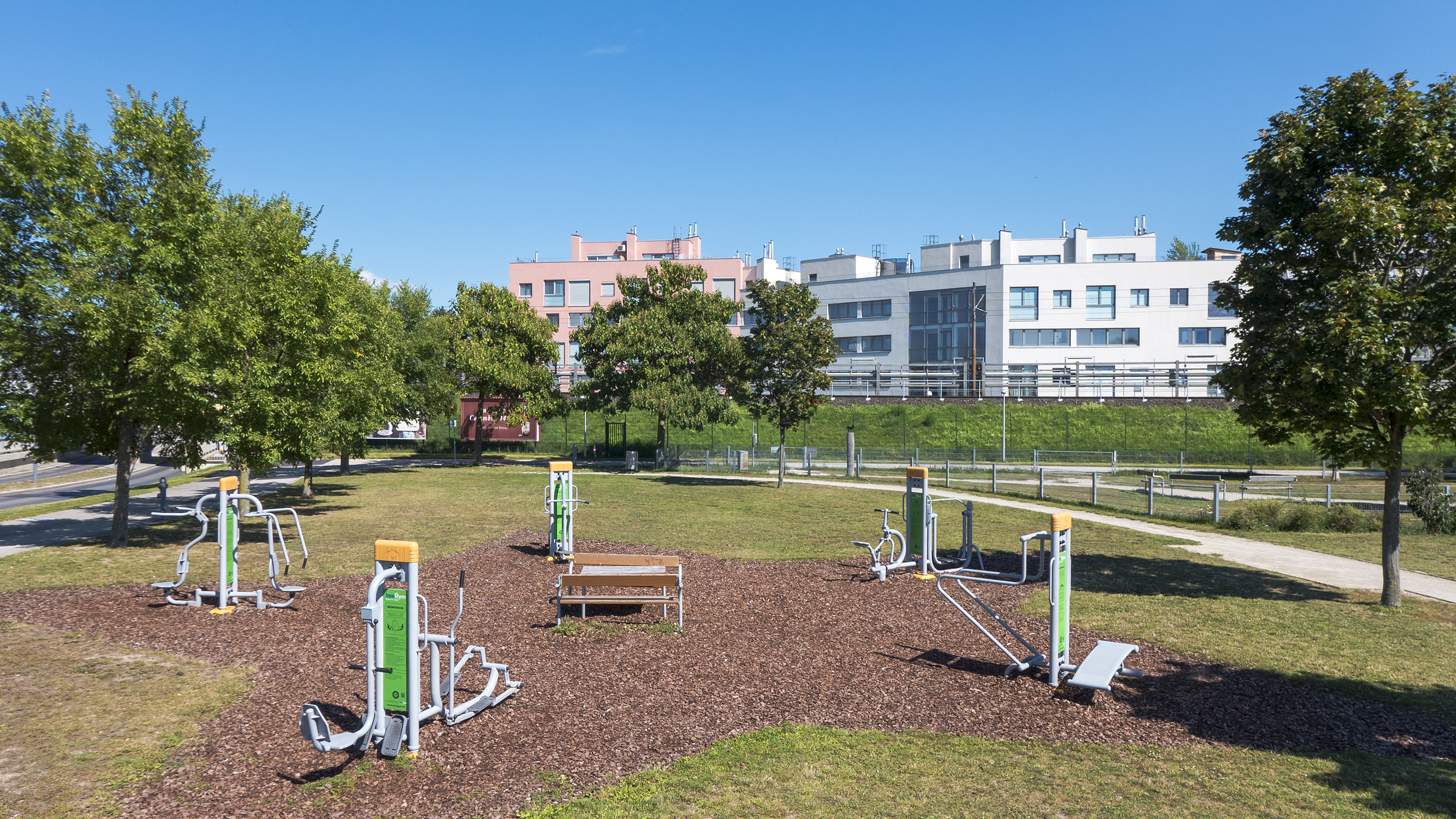
FreeGym im PaN-Park (2016)

Der PaN-Park ist ein ca. 14.000 m² großer Park in Erlaa. Neben einer weitläufigen Wiesenfläche und einem eher jungen Baumbestand verfügt er über einen Kleinkinder-Kinder-Jugendspielplatz, Fußballplatz, Beachvolleyballplatz, Skatepark, Basketballplatz, öffentliche Fitnessgeräte FreeGym, eine Seilbahn, eingezäunte Hundezone, Sitzmöglichkeiten, WLAN und einen Trinkbrunnen.

## Geschichte
Der PaN-Park wurde am 7. November 2011 im Gemeinderatsausschuss für Kultur und Wissenschaft der Stadt Wien nach dem Dachverband aller österreichisch-ausländischen Gesellschaften (PaN, „Partner aller Nationen“) benannt.